# Alfedena
Alfedena ist eine italienische Gemeinde mit 913 Einwohnern (Stand 31. Dezember 2023) in der Provinz L’Aquila in den Abruzzen. Sie liegt 188 Kilometer östlich von Rom und 118 Kilometer südöstlich von L’Aquila.

## Geographie
Alfedena liegt im Tal des Rio Torto, kurz vor dessen Mündung in den Sangro. Ein großer Teil des Gemeindegebiets gehört zum Nationalpark Abruzzen, Latium und Molise. Es ist Mitglied der Comunità Montana Alto Sangro Cinque Miglia.
Die Nachbarorte sind Barrea, Montenero Val Cocchiara (IS), Picinisco (FR), Pizzone (IS) und Scontrone.

### Verkehr
Alfedena ist über die Strada Statale 83 Marsicana an das Fernstraßennetz angeschlossen.
Alfedena hat einen Bahnhof an der Bahnstrecke Carpione–Sulmona.

## Bevölkerungsentwicklung
| Jahr      | 1861 | 1881 | 1901 | 1921 | 1936 | 1951 | 1971 | 1991 | 2001 |
| --------- | ---- | ---- | ---- | ---- | ---- | ---- | ---- | ---- | ---- |
| Einwohner | 2074 | 2387 | 2592 | 3042 | 1706 | 1421 | 956  | 741  | 716  |

Quelle: ISTAT

## Politik
Secondo Di Giulio (Bürgerliste) wurde im Mai 2006 zum Bürgermeister gewählt.

## Sehenswürdigkeiten
- Via Via Giuseppe de Amicis
- Kriegsdenkmal
- Porta di Alfedena
- Historische Altstadt
- Ruinen des Schlosses aus dem 12. Jahrhundert
- Chiesa dei Santi Pietro e Paolo
- Cappella di Maria Vergine del Soccorso